# Coupe Vanderbilt 1937
Résultats de la Coupe Vanderbilt 1937 qui a eu lieu sur le circuit du Roosevelt Raceway le 5 juillet 1937.

## Grille de départ
| 1re ligne | Pos. 1                                | Pos. 2                             | Pos. 3                          |
| --------- | ------------------------------------- | ---------------------------------- | ------------------------------- |
|           | Caracciola Mercedes-Benz 138,162 km/h | Rosemeyer Auto Union 135,780 km/h  | Mays Alfa Romeo 135,272 km/h    |
| 2e ligne  | Pos. 4                                | Pos. 5                             | Pos. 6                          |
|           | Seaman Mercedes-Benz 133,852 km/h     | Nuvolari Alfa Romeo 133,653 km/h   | Farina Alfa Romeo 132,570 km/h  |
| 3e ligne  | Pos. 7                                | Pos. 8                             | Pos. 9                          |
|           | Winn Miller 132,066 km/h              | Von Delius Auto Union 131,672 km/h | Horn Miller 131,099 km/h        |
| 4e ligne  | Pos. 10                               | Pos. 11                            | Pos. 12                         |
|           | Householder Miller 129,784 km/h       | Stapp Maserati 128,426 km/h        | Connor Miller 127,549 km/h      |
| 5e ligne  | Pos. 13                               | Pos. 14                            | Pos. 15                         |
|           | Petillo Offenhauser 127,257 km/h      | Snyder Boyle 125,613 km/h          | Thorne Alfa Romeo 124,943 km/h  |
| 6e ligne  | Pos. 16                               | Pos. 17                            | Pos. 18                         |
|           | Rose Maserati 124,896 km/h            | Wearne Miller 124,697 km/h         | Cummings Miller 124,676 km/h    |
| 7e ligne  | Pos. 19                               | Pos. 20                            | Pos. 21                         |
|           | Banks Jumire 124,368 km/h             | Bjørnstad Alfa Romeo 124,167 km/h  | Snowberger Packard 123,207 km/h |
| 8e ligne  | Pos. 22                               | Pos. 23                            | Pos. 24                         |
|           | Brisko Miller 122,123 km/h            | Gardner Miller 121,676 km/h        | Shaw* Maserati 120,756 km/h     |
| 9e ligne  | Pos. 25                               | Pos. 26                            | Pos. 27                         |
|           | Bean Ambler 118,174 km/h              | Zarka Ambler 118,036 km/h          | Marion Miller 117,680 km/h      |
| 10e ligne | Pos. 28                               | Pos. 29                            | Pos. 30                         |
|           | Ardinger Rawhide 116,481 km/h         | Cusick Schumacher 111,605 km/h     | Lewis Debaets 111,528 km/h      |

Note:
* Wilbur Shaw est qualifié par Enzo Fiermonte, ce dernier ne prend pas le départ par manque d'expérience.

## Classement de la course

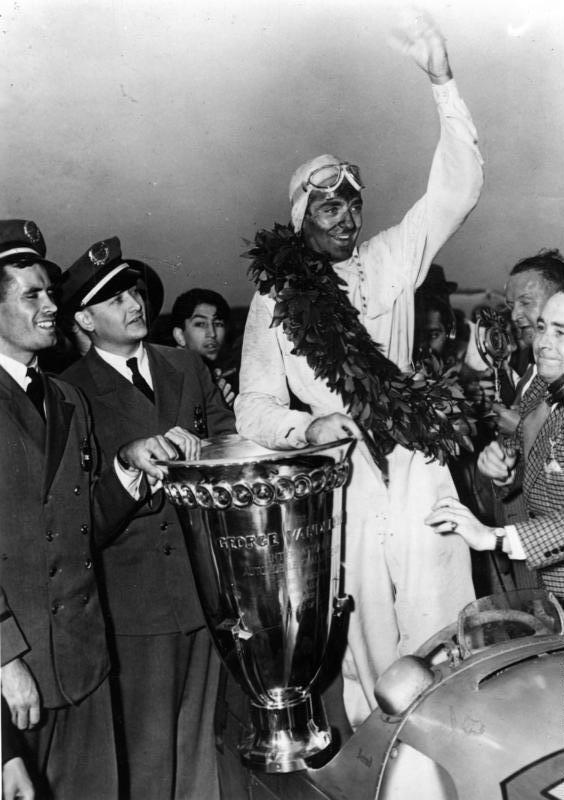
Bernd Rosemeyer avec la coupe Vanderbilt en 1937.

| Pos  | no | Pilote                     | Écurie            | Châssis            | Tours | Temps/Abandon       | Grille |
| ---- | -- | -------------------------- | ----------------- | ------------------ | ----- | ------------------- | ------ |
| 1    | 4  | Bernd Rosemeyer            | Auto Union AG     | Auto Union Type C  | 90    | 3 h 38 min 00 s 75  | 2      |
| 2    | 15 | Richard Seaman             | Daimler-Benz AG   | Mercedes-Benz W125 | 90    | + 51 s 03           | 4      |
| 3    | 14 | Rex Mays                   | Bill White        | Alfa Romeo 8C-35   | 90    | + 6 min 35 s 07     | 3      |
| 4    | 9  | Ernst von Delius           | Auto Union AG     | Auto Union Type C  | 90    | + 10 min 08 s 75    | 8      |
| 5    | 10 | Giuseppe Farina            | Scuderia Ferrari  | Alfa Romeo 12C-36  | 90    | + 13 min 29 s 00    | 6      |
| 6    | 22 | Joel Thorne                | Privé             | Alfa Romeo Tipo B  | 90    | + 21 min 55 s 35    | 15     |
| 7    | 18 | Bill Cummings              | Lou Moore         | Miller             | 90    | + 24 min 53 s 55    | 18     |
| 8    | 72 | Russ Snowberger Ken Fowler | Fanny M Gardner   | Packard            | 90    | + 25 min 46 s 65    | 21     |
| 9    | 45 | Wilbur Shaw                | Fiermonte-Rand    | Maserati V8RI      | 90    | + 26 min 02 s 67    | 24     |
| 10   | 54 | Herb Ardinger              | Lewis Welch       | Rawhide            | 90    | + 39 min 17 s 68    | 28     |
| 11   | 33 | Frank Wearne               | Paul Wierick      | Miller             | 90    | + 41 min 18 s 67    | 17     |
| 12   | 31 | Chester Gardner            | Privé             | Miller             | 90    | + 43 min 59 s 62    | 23     |
| 13   | 24 | Frank Brisko               | Elgin PP Co       | Miller             | 87    | + 3 tours           | 22     |
| Abd. | 1  | Mauri Rose                 | Townsend B Martin | Maserati           | 85    | Joint universel     | 16     |
| 14   | 65 | Milt Marion                | Privé             | Miller             | 78    | + 12 tours          | 27     |
| Abd. | 16 | Eugen Bjørnstad            | Balmacaan Team    | Alfa Romeo Monza   | 60    | Transmission        | 20     |
| Abd. | 3  | Ted Horn                   | Harry Hartz       | Miller             | 59    | Transmission        | 9      |
| Abd. | 17 | George Connor              | Harry Hartz       | Miller             | 55    | Transmission        | 12     |
| Abd. | 67 | Ora Bean                   | R B Lynch         | Ambler             | 42    | Roue                | 25     |
| Abd. | 2  | Jimmy Snyder               | H C Henning       | Boyle              | 39    | Levier de vitesses  | 14     |
| Abd. | 25 | Kelly Petillo              | Privé             | Offenhauser        | 39    | Pignon              | 13     |
| Abd. | 19 | Harry Lewis                | Kelly Petillo     | Debaets            | 25    | Magnéto             | 30     |
| Abd. | 49 | Henry Banks                | Louis Kimmel      | Jumire             | 39    | Essieu arrière      | 19     |
| Abd. | 12 | Rudolf Caracciola          | Daimler-Benz AG   | Mercedes-Benz W125 | 17    | Suralimentation     | 1      |
| Abd. | 5  | Tazio Nuvolari             | Scuderia Ferrari  | Alfa Romeo 12C-36  | 16    | Bielle              | 5      |
| Abd. | 27 | Albert Cusick              | Gustav-Schumacher | Schumacher         | 11    | Moyeu arrière       | 29     |
| Abd. | 7  | Billy Winn                 | Privé             | Miller             | 8     | Transmission        | 7      |
| Abd. | 44 | Ronnie Householder         | Privé             | Miller             | 8     | Tuyau d'admission   | 10     |
| Abd. | 21 | Babe Stapp                 | H J Topping       | Maserati           | 8     | Moteur              | 11     |
| Abd. | 66 | Gus Zarka                  | William Watts     | Ambler             | 2     | Bielle              | 26     |
| Np.  | 45 | Enzo Fiermonte             | Fiermonte-Rand    | Maserati V8RI      |       | Manque d'expérience | 24     |
| Nq.  | 63 | Benny Brandfon             | Privé             | Duesenberg         |       | Non qualifié        |        |

- Légende: Abd.=Abandon - Np.=Non partant - Nq.=Non qualifié

## Pole position et Record du tour
- Pole Position : Rudolf Caracciola à la vitesse de 138,162 km/h.
- Tour le plus rapide : Rudolf Caracciola.